# 伯特 (愛荷華州)
伯特（英語：Burt）是一個位於美國愛荷華州科蘇特縣的城市。

## 地理
伯特的座標為43°11′53″N 94°13′18″W / 43.19806°N 94.22167°W，而該地的平均海拔高度為360米（即1181英尺）。

## 人口
根據2010年美國人口普查的數據，伯特的面積為1.14平方千米，當中陸地面積為1.14平方千米，而水域面積為0.00平方千米。當地共有人口533人，而人口密度為每平方千米467人。